# Jan Mertl
Jan Mertl (Ústí nad Labem, 3 gennaio 1982) è un ex tennista e allenatore di tennis ceco.

## Carriera
Raggiunge il suo best ranking in singolare il 23 luglio 2007 alla posizione n°163. Esperto frequentatore del circuito ITF, nel quale ha conquistato 12 trofei, e del circuito Challenger dove ha raggiunto tre finali, ha debuttato nell'ATP Tour negli ultimi anni della sua carriera a Gstaad, vincendo l'incontro di primo turno contro Yann Marti, prima e unica vittoria in carriera per Mertl.
Nella sfida di Coppa Davis 2015 contro l'Australia, Mertl ha avuto la meglio sul n°69 Samuel Groth. Per il ceco è stato l'unico match giocato in rappresentanza della sua nazionale.
L'ultimo match giocato dal ceco risale al 2019, anno in cui è diventato allenatore della tennista connazionale Markéta Vondroušová.

## Statistiche

### Singolare

#### Vittorie (0 ATP, 12 ITF)
| Legenda                   |
| Grande Slam (0)           |
| ATP World Tour Finals (0) |
| ATP Masters 1000 (0)      |
| ATP World Tour 500 (0)    |
| ATP World Tour 250 (0)    |
| Challengers (0)           |
| Futures (12)              |

| Numero | Data             | Torneo                                                                                        | Superficie  | Avversario in finale  | Punteggio        |
| 1.     | 2 settembre 2001 | Egypt 2 Satellite W1 2001, Il Cairo                                                           | Terra rossa | Jiri Vencl            | 6-2, 6-1         |
| 2.     | 10 luglio 2004   | Austria F1 2004, Telfs                                                                        | Terra rossa | Kamil Čapkovič        | 6-3, 6-1         |
| 3.     | 5 giugno 2005    | Czech Rep. F3 2005, Karlovy Vary                                                              | Terra rossa | Cesar Ferrer-Victoria | 6-1, 4-6, 6-1    |
| 4.     | 26 giugno 2005   | France F9 2005, Tolone                                                                        | Terra rossa | Trystan Meniane       | 6-0, 2-6, 7–6(1) |
| 5.     | 9 agosto 2008    | Belarus F3 2008, Pinsk                                                                        | Terra rossa | Dzmitry Zhyrmont      | 6-4, 6-2         |
| 6.     | 21 dicembre 2008 | Czech Rep. F6 2008, Opava                                                                     | Sintetico   | Andis Juška           | 7–6(7), 7-5      |
| 7.     | 18 gennaio 2009  | Internationale Württembergische Hallenmeisterschaften 2009, Stoccarda                         | Cemento     | Ričardas Berankis     | 6-4, 3-6, 6-3    |
| 8.     | 22 novembre 2009 | MND Tour - Roznov pod Radhostem 2009, Rožnov pod Radhoštěm                                    | Sintetico   | Dawid Olejniczak      | 6-4, 7-5         |
| 9.     | 21 novembre 2010 | MND Tour - Roznov pod Radhostem 2010, Rožnov pod Radhoštěm                                    | Sintetico   | Daniel Smethurst      | 7–6(4), 1-6, 6-3 |
| 10.    | 28 novembre 2010 | Czech Republic Opava Futures 2010, Opava                                                      | Sintetico   | Pavel Šnobel          | 7-5, 6-2         |
| 11.    | 23 gennaio 2011  | Internationaler Württembergische Hallenmeisterschaften um den Südwestbank-Cup 2011, Stoccarda | Cemento     | Marius Copil          | 3-6, 6-3, 6-4    |
| 12.    | 30 gennaio 2011  | Segro International 2011, Kaarst                                                              | Cemento     | Chris Eaton           | 7-5, 6-4         |

### Doppio

#### Vittorie (0)
| Numero | Data              | Torneo                                     | Superficie  | Compagno              | Avversari in finale                  | Punteggio     |
| 1.     | 5 maggio 2002     | Algeria F2 2002, Algeri                    | Terra rossa | Jan Hájek             | Abdelhak Hameurlaine Talal Ouahabi   | 6-1, 6-1      |
| 2.     | 20 ottobre 2002   | France F20 2002, Saint-Dizier              | Cemento     | Pavel Riha            | Thierry Ascione Stéphane Huet        | 6-4, 6-4      |
| 3.     | 27 luglio 2003    | Italy 4 Satellite W1 2003                  | Terra rossa | Jan Minář             | Alessandro Piccari Francesco Piccari | W/O           |
| 4.     | 6 giugno 2004     | Czech Rep. F2 2004, Karlovy Vary           | Terra rossa | Daniel Lustig         | Karel Luhan Jiri Novy                | 6-2, 6-4      |
| 5.     | 13 giugno 2004    | Czech Rep. F3 2004, Jablonec nad Nisou     | Terra rossa | Daniel Lustig         | Petr Kovačka Jiri Vrbka              | 6-4, 6-2      |
| 6.     | 31 ottobre 2004   | Czech Rep. F4 2004, Průhonice              | Cemento     | Daniel Lustig         | Martin Štěpánek Jiri Vrbka           | 6-4, 6-2      |
| 7.     | 7 novembre 2004   | Czech Rep. F5 2004, Frýdlant nad Ostravicí | Cemento     | Daniel Lustig         | Jan Říha Pavel Riha                  | 6-1, 3-6, 6-4 |
| 8.     | 5 giugno 2005     | Czech Rep. F3 2005, Karlovy Vary           | Terra rossa | Michal Navrátil       | Tomas Jecminek Daniel Lustig         | 1-0r          |
| 9.     | 26 giugno 2005    | France F9 2005, Tolone                     | Terra rossa | Giancarlo Petrazzuolo | Patrice Atias Jonathan Hilaire       | 6-4, 6-1      |
| 10.    | 25 settembre 2005 | Iran F4 2005, Teheran                      | Terra rossa | Nils Muschiol         | Manuel Jorquera Sascha Ruckelshausen | 6-3, 6-3      |
| 11.    | 7 settembre 2008  | Germany F18 2008, Kempten                  | Terra rossa | Filip Zeman           | Tobias Summerer Marcel Zimmermann    | 6-1, 6-2      |
| 12.    | 7 febbraio 2010   | Kazan Kremlin Cup 2010, Kazan'             | Cemento     | Jurij Ščukin          | Tobias Kamke Julian Reister          | 6-2, 6-4      |
| 13.    | 8 maggio 2010     | Severoceske Doly Tour 2010, Teplice        | Terra rossa | Grzegorz Panfil       | Ricardo Urzua-Rivera Jürgen Zopp     | 6-3, 6-4      |